# PKP-Baureihe MsCmix
Die Triebwagen der Baureihe MsCmix waren einteilige Dieseltriebwagen. Bei der 1960 erfolgten Aufteilung der Baureihen nach der Motorsteuerung entstanden die Baureihen SN52 und SN60.
Sie wurden in den Jahren 1954 (später SN52) und 1956 (später SN60) bei Ganz & Co. hergestellt und versahen den Personenzugdienst auf nicht elektrifizierten Strecken der polnischen Staatsbahnen PKP.
Die Fahrzeuge waren bis Mitte der 1980er Jahre in Betrieb und wurden dann ausgemustert. Der SN52-38 ist im Eisenbahnmuseum Warschau erhalten.

## Geschichte
Für den Regionalverkehr besaß die Polnische Staatsbahn PKP nach dem Zweiten Weltkrieg lediglich eine kleine Anzahl von Triebwagen aus deutscher Produktion. Da die bis Ende der 1940er Jahre zurückgegebenen Fahrzeuge nicht mehr als Triebwagen aufgebaut wurden, konnten sie nur als Beiwagen verwendet werden. Deshalb mussten Fahrzeuge aus dem Ausland beschafft werden. Nach dem Kauf von drei Fahrzeugen FS ALn 772 der Ferrovie dello Stato Italiane FS, die als SD80 eingereiht wurden, wurden bei dem ungarischen Hersteller Ganz & Co. eine größere Anzahl von Triebwagen bestellt.
Von 1954 bis 1956 wurden insgesamt 54 Triebwagen als MsCmix geliefert. Die Fahrzeuge unterschieden sich lediglich in der Motorsteuerung. Gleichzeitig wurden 50 Beiwagen Bix beschafft. Die Triebwagen besaßen ursprünglich die 3. Wagenklasse.

## Baureihe MsBmix
Nach Abschaffung der 3. Klasse wurde die Baureihe 1956 in MsBmix umbenannt. Mit den Triebwagen war es möglich, die Reihe SD80 abzulösen.
1960 wurden die beiden Serien aufgeteilt, die mit der herkömmlichen Steuerung wurden als SN52 eingereiht, die mit der elektropneumatischen Motorsteuerung als SN60.

### Baureihe SN52
Die positiven Erfahrungen veranlassten die PKP, ab 1960 weitere Triebwagen der Nachfolgebaureihe PKP-Baureihe SN61 zu beschaffen. Die Fahrzeuge waren den Depots Łuków und Czeremsza zugeteilt, und mit ihnen wurden Verbindungen nach Pilawa, Skierniewice oder Łowicz gefahren. Weitere Fahrzeuge war dem Betriebswerk Krakau zugeteilt, sie fuhren nach Nowa Huta, Niepołomice, Wieliczka und die Verbindungen Trzebinia–Skawce sowie Dąbrowa Górnicza Ząbkowice–Kraków.
1963 wurden die Fahrzeuge in Gdansk zusammengezogen und im Raum Chojnice und Olsztyn eingesetzt. Sie wurden von den SN61 abgelöst. 1986 wurde mit dem SN52-38 das letzte Fahrzeug abgestellt und dem Eisenbahnmuseum Warschau übergeben. Dort stand das Fahrzeug eine nicht bekannte Zeit. Nach einer zeitlich nicht bekannten Verwendung als Ausstellungsstück in Czeremcha wurde das Fahrzeug an das Eisenbahnmuseum Kościerzyna gegeben, wo es nach letzten Informationen jetzt noch steht.

### Baureihe SN60
Die ersten beiden Fahrzeuge mit elektropneumatischen Motorsteuerung wurden im April 1956 nach Gdansk ausgeliefert. Ihnen folgten zwei weitere Triebwagen. Eingesetzt wurden sie von Chojnice aus, sie bedienten vor allem die Verbindungen nach Lipusz, Gdynia oder Bytów. 1982 wurde der SN60-01 als letztes Fahrzeug abgestellt.

## Konstruktion

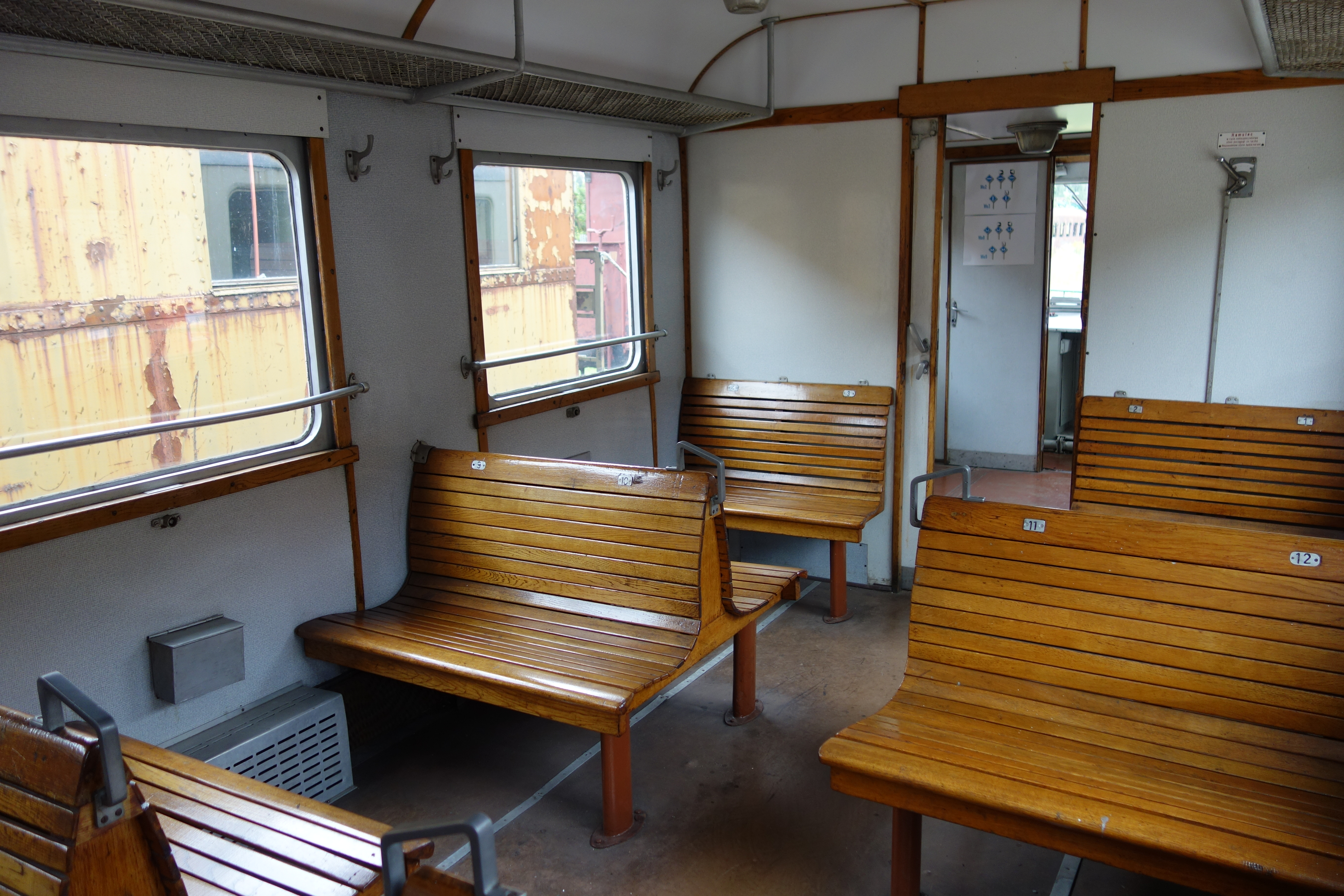
Fahrgastraum des SN52-38 im Eisenbahnmuseum Warschau

Die Fahrzeuge entsprachen von ihrer Konstruktion der MÁV-Baureihe ABbmot, waren aber etwas leistungsschwächer.
Der Wagenkasten war als Schweißkonstruktion in Spantenbauart hergestellt und mit Blechen beplankt. Die Ummantelung bestand aus korrosionsträgem Stahl mit Kupfer-Zusatz. Die Blechdicke betrug bei den Seitenwänden 2 mm, bei den Dachblechen 1,5 mm.  Aus Gründen des Luftwiderstandes waren die unteren Bereiche des Fahrzeuges allseitig mit einer Schürze umschlossen.
Ursprünglich besaßen sie an den Stirnfronten Türen für den Übergang zum Beiwagen, aber keine Übergangseinrichtung. In den 1960er Jahren wurde diese Türen entfernt und eine Stirnfront mit zwei größeren Fenstern eingebaut. Der Triebwagen hatte zwei unterschiedlich große Fahrgastabteile. Eine Eingangstür befand sich hinter dem Führerstand, die andere hinter dem Gepäck- und Postraum, wo auch die Antriebsanlage untergebracht war. Die Innenausstattung bestand aus einer Holzbestuhlung mit Aluminium-Beschlägen.
Die Maschine, ein Achtzylinder-Viertakt-Dieselmotor vom Typ Ganz-Jendrassik VIII JaT 170/240, besaß eine Leistung von 320 PS. Zur Beheizung des Innenraumes besaßen die Fahrzeuge einen Heizkessel.